# Мазурово (Кемеровская область)
Мазурово — село в Кемеровском районе Кемеровской области. Входит в состав Ясногорского сельского поселения.

## География
Центральная часть населённого пункта расположена на высоте 149 метров над уровнем моря.

## Население
По данным Всероссийской переписи населения 2010 года, в селе Мазурово проживает 1108 человек (539 мужчин, 569 женщин).

## Организации
- Губернаторская школа-интернат.

## Экономика
Мазуровский кирпичный завод

## Транспорт
Общественный транспорт представлен автобусными и таксомоторными маршрутами.
Автобусные маршруты:
- №121а: д/п Вокзал — с. Мазурово — пос. Ясногорский

## Известные жители
- Тулеев, Аман Гумирович -  губернатор Кемеровской области с 1997 по 2018.